# Neopolyptychus sudanensis
Neopolyptychus sudanensis är en fjärilsart som beskrevs av Clark 1927. Neopolyptychus sudanensis ingår i släktet Neopolyptychus och familjen svärmare. Inga underarter finns listade i Catalogue of Life.